# Прайд, Томас
Томас Прайд (умер 23 октября 1658) — полководец сил парламента во время Гражданской войны в Англии, исполнитель Прайдовой чистки и один из и цареубийц Карла I.

## Биография
О ранней жизни Томаса Прайда известно крайне мало. Есть сведения, что его нашли младенцем на церковном крыльце. Считается, что Прайд родился в Сомерсете, а вырос в приходе Сент-Брайд в Лондоне. До начала военной карьеры работал извозчиком и пивоваром.
В начале Гражданской войны он служил капитаном армии парламентариев под командованием Роберта Деверё, 3-го графа Эссекса. В 1645 году получил звание подполковника, а в решающей битве при Нэсби командовал резервным полком. После победы участвует в подавлении повстанческих выступлений роялистов в Уэльсе вместе с Оливером Кромвелем. Томас Прайд отличился в битве при Престоне в августе 1648 года, когда «Армия нового образца» отбила численно превосходящие силы шотландских «ингейджеров».
В декабре 1648 года полк Прайда принимает участие в оккупации Лондона. Долгий парламент разрабатывает условия компромисса с Карлом I. В ответ на это, утром 6 декабря полк Томаса Прайда блокирует вход в зал заседаний Палаты Общин. Сам Прайд у входа проверял приезжающих парламентариев по выданному ему списку с целью ареста или изгнания пресвитерианцев и прочих, кто был готов пойти на соглашение с королем. Чистка парламента была разрешена армейским советом по приказу лорда-генерала Томаса Ферфакса. После этого остаток Долгого парламента, в котором преобладали индепенденты, был готов начать суд над монархом. Томас Прайд был членом комиссии, судившей Карла I, и одним из тех, кто подписал ему смертный приговор. 30 января 1649 года король был обезглавлен.
Прайд руководит пехотной бригадой под командованием Оливера Кромвеля в битве при Данбаре (1650 г.) и в битве при Вустере (1651 г.) в ходе завоевания Шотландии. Выступал против присвоения Оливеру Кромвелю королевского достоинства. В 1655 году был назначен шерифом Суррея, где приобрел поместье. В 1656 году лорд-протектор Кромвель посвятил Томаса Прайда в рыцари и назначен в преобразованную верхнюю палату.
Томас Прайд умер 23 октября 1658 года в своем доме в Суррее.

## Семья
Был женат на Элизабет Монк (родилась в 1628), племяннице генерала Джорджа Монка, 1-го герцога Альбемарля (1608—1670), архитектора Реставрации Стюартов.